# The Spirit of Christmas
The Spirit of Christmas is de naam van twee korte animatiefilms, gemaakt door Trey Parker en Matt Stone. Om de twee te onderscheiden spreekt men meestal over Jesus vs. Frosty (1992) en Jesus vs. Santa (1995). The Spirit of Christmas kan gezien worden als de voorloper van de bekende animatieserie South Park.

## Jesus vs. Frosty
Jesus vs. Frosty werd gemaakt in 1992, toen Trey Parker en Matt Stone nog studeerden. Ze maakten het filmpje met papier, lijm en een 8mm-filmcamera. Het filmpje gaat over vier jongens, die erg lijken op de hoofdpersonages uit South Park. Een dikke jongen met een blauwe muts die veel op Cartman lijkt wordt echter "Kenny" genoemd. Verder zijn er een jongen met een parka, die erg op Kenny lijkt, en twee jongens met mutsen op, gelijkend op Stan en Kyle.
De jongens maken een sneeuwman, maar als ze hem een magische hoed op zetten komt hij tot leven. De op Cartman lijkende jongen wordt door Frosty vastgepakt met zijn tentakels en vermoord. Als gevolg hiervan horen we het bekende "Oh my God! Frosty killed Kenny!", dit keer zonder "You bastards!". De drie overgebleven jongens gaan naar de Kerstman om zijn hulp te vragen, maar dit blijkt Frosty in vermomming te zijn. Ook de op Kenny lijkende jongen wordt vermoord. De overgebleven twee kinderen vluchten, maar een baby-Jezus uit een kerststalletje komt ze te hulp. Baby-Jezus vliegt naar Frosty en vermoordt hem door zijn aureool als boemerang/frisbee te gebruiken en zo de sneeuwman van zijn hoed te ontdoen. Een andere bekende South Park-zin volgt als de twee jongens zich realiseren waar Kerstmis om draait: "You know, I learned something today". Het filmpje eindigt als de jongens naar huis gaan om te kijken wat voor kerstcadeaus ze hebben gekregen van hun ouders.

## Jesus vs. Santa
Toen Brian Graden van Fox het filmpje zag in 1995, betaalde hij Parker en Stone 2000 dollar om nog een kerstfilmpje te maken. Daarop maakte het duo Jesus vs. Santa. Dit filmpje lijkt al een stuk meer op het huidige South Park. Zo lijken de vier hoofdpersonages meer op de South Park-figuren en worden ze allemaal bij naam genoemd. Verder krijgen Kyle en Cartman voor het eerst ruzie vanwege Cartman's haat tegen de Joden, en wordt Kenny's lichaam aan het einde door ratten opgegeten. In de aflevering A Very Crappy Christmas wordt dit filmpje geparodieerd.
Als de kinderen kerstliedjes zingen, verschijnt Jezus. Op zijn verzoek brengen de kinderen hem naar het winkelcentrum, waar duidelijk wordt dat de Kerstman het probleem is. Die heeft ervoor gezorgd dat kerst niet meer om hem draait, maar om cadeaus. Volgens de Kerstman moet het juist om geven gaan, en niet om Jezus' geboorte. De twee beginnen te vechten, waarbij enkele omstanders doodgaan, onder wie Kenny. Stan vraagt zich af wat Brian Botano zou doen en plots verschijnt de kunstschaatser ten tonele. Botano houdt een korte speech over waar Kerstmis over hoort te gaan, waarna de jongens dit tegen de twee vechters zeggen. Die zijn het eens en besluiten samen een sinaasappelsmoothie te nemen. De jongens realiseren zich opnieuw waar Kerstmis om draait: cadeautjes. Kyle vertelt dat hij acht dagen lang cadeautjes krijgt, waarop de andere twee jongens ook joods besluiten te worden. De jongens lopen weg, Kenny's dode lichaam achterlatend.

## Kenny's dood
- In Jesus vs. Frosty: een jongen die verdacht veel op Cartman lijkt wordt door de sneeuwman gegrepen en tegen de grond geworpen, waar hij al snel doodbloedt. De jongen met zijn oranje anorak, die erg op Kenny lijkt, wordt door de sneeuwman - vermomd als Kerstman - bij de keel gegrepen en naast "Cartman" op de grond gegooid waar ook hij doodbloedt.
- In Jesus vs. Santa: tijdens het gevecht tussen Jezus en de Kerstman mist een van de projectielen, afgevuurd door de Kerstman, doel en onthoofdt Kenny. Zijn hoofd raakt vervolgens een standbeeld, dat omvalt en op zijn beurt weer drie kinderen doodt. Aan het eind van het filmpje wordt zijn lichaam door ratten opgegeten.

Tien favoriete afleveringen geselecteerd door Matt Stone en Trey Parker:
Stupid Spoiled Whore Video Playset · The Return of the Fellowship of the Ring to the Two Towers · Best Friends Forever · Good Times with Weapons · Casa Bonita · AWESOM-O · Trapped in the Closet · Towelie · Red Hot Catholic Love · Scott Tenorman Must Die

Vier favoriete afleveringen geselecteerd door de fans:
It Hits the Fan · Timmy 2000 · Fat Butt and Pancake Head · The Death Camp of Tolerance

Speciaal bijgevoegd: The Spirit of Christmas (kort geanimeerd)